# Cycas spherica
Cycas spherica é uma espécie de cicadófita do género Cycas da família Cycadaceae, nativa de Andhra Pradesh, Orissa e Tamil Nadu, na Índia.